# Fred Jones (basquetebolista)
Fred Jones (Malvern, 11 de março de 1979) é um ex-jogador norte-americano de basquete profissional que atuou na  National Basketball Association (NBA). Foi o número 14 do Draft de 2002.